# Дунайцев, Анатолий Фёдорович
Анатолий Федорович Дунайцев (19 августа 1930 — 5 января 2016) — советский российский физик, руководитель отделения электроники и автоматизации, главный научный сотрудник ИФВЭ.

## Биография
Родился 19 августа 1930 года в старинном селе Бегоща Крупецкого района Курской области в семье Фёдора Николаевича Дунайцева (1897—1974). Спустя четыре года семья переехала в село Африкановка Барвенковского района Харьковской области, где отец стал работать в совхозе «Соцнаступ». Здесь, после немецкой оккупации, Анатолий Дунайцев в 1948 году с отличием окончил восьмилетнюю школу. Для завершения курса полной средней школы переехал к родителям матери, Антонины Яковлевны (в девичестве Полуниной) в город Крупец (в 8 км от села Бегоща). В 1950 году с серебряной медалью окончил полную среднюю школу и поступил в Московский механический институт (с 2009 года — Национальный исследовательский ядерный университет «МИФИ»), на факультет приборостроения. В 1955 году написал дипломную работу и, окончив институт, с 1956 года стал работать в Дубне, в лаборатории ядерных проблем ОИЯИ. Вместе с Юрием Дмитриевичем Прокошкиным занимался исследованиями в области физики элементарных частиц и разрабатывал аппаратуру их регистрации. Этот цикл работ позволил провести пионерские исследовательские работы по бета-распаду частиц, за которую в 1965 году Дунайцев вместе с коллегами был награждён Золотой медалью имени И. В. Курчатова.
В 1964 году в числе группы молодых, но уже опытных физиков, он был приглашён в Протвино — одним из руководителей научных подразделений создававшегося протонного ускорителя У-70.
Руководил и сам принимал участие в работах:
- создание первой отечественной модульной наносекундной логической системы электроники, которая использовалась при первых экспериментах на ускорителе;
- работа по созданию системы унифицированных модулей многоканального анализа с применением микропроцессоров и ЭВМ для ускорителей и экспериментальных установок;
- создание в ИФВЭ одного из крупнейших в мире центров по обработке фильмовой информации. Эта работа была удостоена премии Совета Министров СССР.

Вёл большую работу по организации серийного производства электронной аппаратуры, приборов и ЭВМ для создаваемого ускорительно-накопительного комплекса.
Автор 202 научных публикаций, двух открытий:
- 1975 год (приоритет в части экспериментального подтверждения от 12.04.1962 г.) — «Закон сохранения векторного тока адронов в слабых взаимодействиях элементарных частиц» (совместно с Я. Б. Зельдовичем, В. И. Петрухиным, Ю. Д. Прокошкиным, В. И. Рыкалиным, С. С. Герштейном)
- 1977 год (приоритет в части экспериментального подтверждения от 04.04.1962 г.) — «Явления захвата отрицательно заряженных ионов ядрами химически связанного водорода» (совместно с В. И. Петрухиным, Л. И. Пономаревым, Ю. Д. Прокошкиным, В. И. Рыкалиным, С. С. Герштейном).

Под его руководством защищено десять кандидатских и четыре докторские диссертации. Был награждён Золотой медалью имени И. В. Курчатова, орденом «Знак Почёта», Премией Совета Министров СССР.
Умер 5 января 2016 года.

## Награды
- Премия ОИЯИ (1964) — за цикл работ по экспериментальному обнаружению процесса бета-распада пиона и определение вероятности этого распада
- Золотая медаль имени И. В. Курчатова (за 1965 год, совместно с Ю. Д. Прокошкиным, В. И. Петрухиным, В. И. Рыкалиным) — за цикл работ по экспериментальному исследованию бета-распада частиц
- Медаль «В ознаменование 100-летия со дня рождения Владимира Ильича Ленина» (1970)
- Орден «Знак Почёта» (1971)
- Премия Совета Министров СССР (за 1984 год, совместно с соавторами) - за создание и внедрение в народное хозяйство универсального измерительно-вычислительного комплекса»
- Почетный знак «Изобретатель СССР»
- Почетный знак Госкорпорации «Росатом» «Академик И. В. Курчатов» (2010)
- Медаль Госкорпорации «РосАтом» «65 лет атомной отрасли России» (2010)